# ヌーク・スタジアム
ヌーク・スタジアム（英語: Nuuk Stadium）はグリーンランドの首都ヌークにある多目的スタジアムである。ヌーク・スタジアムは主にサッカーの試合に利用されている。スタジアムの収容人数は2,000人である。

## 歴史
スタジアムは芝のピッチのみで構成されており、建設当初より観客席が存在していない。サッカーグリーンランド代表が結成されて試合開催に際し観客席が必要となった際、グリーンランドの地元住民は岩に座って観戦を行った。ヌーク・スタジアムでは入場料をとっておらず、観戦は無料である。

## 施設
スタジアムはエンターテイメント施設としても利用されることがある。2007年11月2日、スコットランドのロックバンドナザレス（Love Hurtsが代表曲）がヌーク・スタジアムで公演を行った。また、2011年4月1日にはスージー・クアトロが公演を行っている。